# Penaoola madida
Espèce
Penaoola madida est une espèce d'araignées aranéomorphes de la famille des Desidae.

## Distribution
Cette espèce est endémique d'Australie-Méridionale. Elle se rencontre dans la chaîne du mont Lofty.

## Description
La carapace du mâle holotype mesure 3,6 mm de long sur 2,3 mm de large et l'abdomen 3,1 mm de long sur 1,9 mm de large.

## Publication originale
- Davies, 1998 : A revision of the Australian metaltellines (Araneae: Amaurobioidea: Amphinectidae: Metaltellinae). Invertebrate Taxonomy, vol. 12, no 2, p. 211-243.